# Pepper Peak
Il Pepper Peak è un aguzzo picco montuoso antartico, alto 940 m, situato 3,7 km a nord del Monte Nervo nelle Schmidt Hills, una delle due porzioni che costituiscono il Neptune Range, nei Monti Pensacola in Antartide. 
Il monte è stato mappato dallo United States Geological Survey (USGS) sulla base di rilevazioni e foto aeree scattate dalla U.S. Navy nel periodo 1956-66.
La denominazione è stata assegnata dall'Advisory Committee on Antarctic Names (US-ACAN) in onore di Clifford G. Pepper (1923-1981), tecnico sanitario in servizio alla Stazione Ellsworth durante l'inverno 1958.